# Mistrzostwa Nordyckie w Zapasach 2003
Mistrzostwa odbyły się w szwedzkim mieście Eslöv, 13 kwietnia 2003 roku.

## Tabela medalowa
Gospodarz zawodów został zaznaczony kolorem.
| Poz. | Państwo   |   |   |   | Łącznie |
| ---- | --------- | - | - | - | ------- |
| 1    | Finlandia | 4 | 0 | 4 | 8       |
| 2    | Szwecja   | 3 | 4 | 0 | 7       |
| 3    | Estonia   | 0 | 2 | 1 | 3       |
| 4    | Dania     | 0 | 1 | 0 | 1       |
| 5    | Norwegia  | 0 | 0 | 2 | 2       |
|      | Łącznie   | 7 | 7 | 7 | 21      |

## Wyniki

### Styl klasyczny
| Konkurencja        | Złoto                | Srebro             | Brąz              |
| Kategoria do 55 kg | Henrik Ståhl         | Nicklas Lövkvist   | Petri Isokoski    |
| Kategoria do 60 kg | Marko Isokoski       | Håkan Nyblom       | Jani Hermansson   |
| Kategoria do 66 kg | Juha Hiltunen        | Hamid Mokhtarzadeh | Olari Suislep     |
| Kategoria do 74 kg | Marko Yli-Hannuksela | Tommy Lundell      | Kim-Jussi Nurmela |
| Kategoria do 84 kg | Lennie Persson       | Tarvi Thomberg     | Tomi Rajamäki     |
| Kategoria do 96 kg | Martin Lidberg       | Richard Karelson   | Fritz Aanes       |
| Kategoria 120 kg   | Juha Ahokas          | Jalmar Sjöberg     | Roe Kleive        |